# 2592 Хунань
2592 Хунань (2592 Hunan) — астероїд головного поясу, відкритий 30 січня 1966 року.
Тіссеранів параметр щодо Юпітера — 3,204.